# Pietro Ardito (vignettista)
Pietro Ardito (Buenos Aires, 21 marzo 1919 – Rapallo, 28 febbraio 2005) è stato un disegnatore, vignettista e pittore italiano.

## Biografia
Nato in Argentina da genitori italiani emigrati, si trasferì giovanissimo a Rapallo, paese d'origine dei familiari.
Adempiuti gli obblighi di leva in Libia, iniziò la sua carriera professionale negli anni quaranta come collaboratore per spettacoli teatrali e disegnatore di tessuti per importanti ditte nel settore tessile di Como e della Toscana.
Successivamente, intraprese la carriera di caricaturista, un'attività che lo renderà famoso per la spiccata creatività che lo ha portato a collaborare con giornali e riviste italiane come Nazione Sera, Il Girondino, Settimana Incom, Rivista Milano, Il Lavoro, Il Secolo XIX e Il Quaderno del Sale.
Famose sono le sue caricature di intellettuali e scrittori realizzate per l'inserto Mercurio del quotidiano La Repubblica e la pubblicazione di alcune vignette sul giornale tedesco Die Tageszeitung.
Nel corso della sua carriera, Ardito ha approfondito la propria attività di pittore in senso stretto realizzando opere esposte in musei locali e nazionali.
Nel 1984 collaborò con la RAI alla trasmissione Prisma, trasmessa su Raiuno.
Negli stessi anni Indro Montanelli lo invitò a partecipare quotidianamente con le sue caricature alla illustrazione di un fatto del giorno de Il Giornale.
La pubblicazione in Germania di un suo libro - Psicografie - contribuì ad accrescere poi la sua popolarità anche all'estero.
Le opere di Ardito sono esposte in diversi musei italiani, come il Museo Internazionale della Caricatura di Tolentino e il Museo del Cinema di Torino, nonché in altri siti culturali esteri a Basilea, Istanbul e al Kunstsammlung di Düsseldorf.

## Riconoscimenti
Molti i riconoscimenti internazionali ricevuti da Ardito in carriera: nel 1985 e nel 1989 è stato premiato al Salone Internazionale dell'Umorismo di Bordighera; nel 1997 ha realizzato il volume Caricature in linea e, nel 2003, il libro Le caricature di Pietro Ardito, entrambe dedicate alle sue umoristiche caricature.
A Rapallo ha dedicato un originale volume umoristico, Rapallini & Rapallesi, raffigurante personalità di rilievo della città ruentina disegnate con semplici tratti di china, tipici del suo stile artistico.
L'Istituto Italiano per gli Studi Filosofici ha  organizzato nella sede di Palazzo serra di Cassano, nel 1997, una mostra delle sue caricature dal titolo: "I Filosofi e il Caos", a cura del filosofo Alessandro Di Chiara. Nel  centenario della morte di Friedrich Nietzsche la città di Rapallo ha patrocinato, insieme al Dipartimento di Filosofia dell'Università di Genova,  con  la direzione scientifica di Alessandro Di Chiara e la collaborazione di  Carlo Angelino, un Simposio Internazionale dal titolo "F. Nietzsche 1900-2000", al quale hanno partecipato alcuni tra i più noti pensatori contemporanei; tra le attività collaterali al Simposio anche la mostra di Ardito intitolata Nietzsche precursori e epigoni e curata dallo stesso filosofo della mostra napoletana.
Il 15 febbraio del 2005 il comune di Rapallo ha dedicato all'umorista una mostra personale al Castello sul mare, presentando al pubblico il suo volume Biografia e bibliografia di quel genio della caricatura che risponde al nome di Pietro Ardito. La mostra fu peraltro funestata la mattina del 28 febbraio (ovvero tredici giorni dopo l'apertura) dalla notizia dell'improvvisa morte del disegnatore.
Un anno dopo, il 28 febbraio 2006, il comune rapallese gli ha intitolato la piazzetta antistante la sua abitazione.